# Brachylomia unicolor
Brachylomia unicolor là một loài bướm đêm trong họ Noctuidae.